# Karl Erik Ydeskog
Karl Erik Ydeskog, född 1 augusti 1934, död 21 oktober 1986, var en svensk arkitekt.
Ydeskog föddes i Njurunda församling. Han avlade 1958 examen vid tekniskt läroverk och studerade sedan vid Kungliga Tekniska Högskolan, där han tog arkitektexamen 1962. Han var därefter anställd vid arkitektkontor i Stockholm innan han 1966 blev byråingenjör i Trollhättans kommun. Året därpå blev han stadsarkitekt i samma kommun, och 1971 fick han en liknande tjänst i Lilla Edets kommun, som han innehade till 1979. Han flyttade därefter till Rättviks kommun, där han också var stadsarkitekt. En tid hade han även konsultverksamhet i egen regi.

## Arkitektur
- Lextorpskyrkan (1971)
- Vargöns kyrka (1978–1979)